# WiLD ZERO
WiLD ZERO （ワイルド ゼロ）は、ゾンビを題材にした、1999年の日本の ホラー・コメディ・カルト映画である。竹内鉄郎が監督したこの映画には、日本のロックバンドであるギターウルフが出演している。
この映画には『サイコマニア』や『死霊のはらわたII』といったB級映画からのオマージュが多々含まれている。

## あらすじ
ギターウルフにあこがれる少年エースは、とあるガソリンスタンドでトビオという少女と出会う。トビオと別れたエースは、別の町を訪れるが、ゾンビが町を占拠していたため、トビオの身を案じて引き返そうとするが、彼もピンチに陥る。

## キャスト
- ギターウルフ：ギターウルフ（セイジ、ビリー、トオル）
- エース：遠藤雅
- トビオ：シティシャイ・クワンチャイル（声：浅田葉子）
- キャプテン：稲宮誠
- トシ： 森下能幸
- ハナコ：種子
- マサオ：マサオ
- 山崎：仲条春香（声：弥永和子）
- DJの声：池澤春菜
- ラジオの声：三島ゆたか

## 備考
- 全編がタイで撮影されており[1]、トビオ役を演じたシティシャイは監督が現地のクラブでスカウトした[1]。
- タイ王国軍が撮影に協力しており[1]、ゾンビ役は1000円で雇われた兵士とその家族が演じ[1]、爆発シーンもCGではなく軍が提供した本物の火薬を使用している[1]。
- 監督の竹内はギターウルフに自身の長編デビュー作に出演するよう頼んだところ、出演を許可してくれたという[要出典]。当のギターウルフはこの映画を「バカで楽しい映画」と評した[要出典]。